# Random mix
Random Mix är SVT Barnkanalens ungdomsredaktion och gör program för personer i yngre tonåren. Redaktionen producerar åtta webbserier för Barnkanalen.se och SVT Play. Bland andra dramaserien ”Jobbigt”, pubertetsprogrammet ”Pirrigt” och ”Kändischatten”, där tittarna får ställa frågor till inbjudna gäster via chatten i appen Mixat. Programledaren Freddie Svensson syns i två produktioner, Freddies DIY och Freddies fobier. Linus Valberg har programlett ”Linus lyder”, ”Challenge” och ”Kändischatten” tillsammans med Peppe Andersson. 

## Programledare
- Freddie Svensson - säsong 1-3
- Arantxa Alvarez - säsong 1-3
- Linus Valberg - säsong 3
- Markus Granseth - säsong 1
- Doreen Månsson - säsong 1
- Peppe Andersson säsong 4 (Random Mix: Kändischatten)

## Innehåll
Random Mix var ett svenskt barnprogram producerat av SVT Barnkanalen som sändes på Barnkanalen.se och SVT Play varje vardagseftermiddag. Det hade premiär 9 januari 2017 och sändes live i tre säsonger. Programmet beskrevs av SVT som "ett direktsänt nöjesprogram som tar upp senaste nytt om kändisar, snackisar och kärlek" och var en talkshow som riktade sig till 10-12-åringar. Programmet tog också upp pubertetsämnen. Varje dag kunde tittarna chatta med dagens gäst genom Barnkanalens app Mixat. Efter säsong 3 slutade Random Mix att sända live varje dag och började istället producera åtta webbserier för Barnkanalen.se och SVT Play. 

## Kritik
Produktionen har fått kritik flera gånger. Bland annat när programmet gästades av Veckorevyns Irena Pozar som sa att nakenbilder är okej att skicka om båda är med på det. Föräldrar menade då att nakenbilder aldrig är okej för någon i programmets målgrupp att skicka. Programmets vinjett har även mötts av kritik då den innehåller foton på könsorgan. Kritik har även riktats mot att programmet tagit upp ämnet onani.  